# Vöröstorkú rézkakukk
A vöröstorkú rézkakukk (Chrysococcyx ruficollis) a madarak osztályának kakukkalakúak (Cuculiformes) rendjébe, ezen belül a kakukkfélék (Cuculidae) családjába tartozó faj.

## Rendszerezése
A fajt Tommaso Salvadori olasz ornitológus írta le 1875-ben, a Lamprococcyx nembe Lamprococcyx ruficollis néven. Sorolták a Chalcites nembe Chalcites ruficollis néven is.

## Előfordulása
Új-Guinea szigetén, Indonézia és Pápua Új-Guinea területén honos. Természetes élőhelyei a szubtrópusi hegyi esőerdők. Állandó, nem vonuló faj.

## Megjelenése
Testhossza 20 centiméter, testsúlya 29-30 gramm.

## Életmódja
Rovarokkal, főleg hernyókkal táplálkozik, de bogarakat és magvakat is fogyaszt.

## Természetvédelmi helyzete
Az elterjedési területe nagyon nagy, egyedszáma pedig stabil. A Természetvédelmi Világszövetség Vörös listáján nem fenyegetett fajként szerepel.